# منتخب كازاخستان تحت 18 سنة لهوكي الجليد للسيدات
منتخب كازاخستان تحت 18 سنة لهوكي الجليد للسيدات هو ممثل كازاخستان تحت 18 سنة الرسمي في المنافسات الدولية في هوكي الجليد للسيدات
.